# 灵山伊斯兰教圣墓
24°54′38″N 118°36′56″E / 24.91056°N 118.61556°E
灵山伊斯兰教圣墓位于中国福建省泉州市丰泽区灵山南麓，1963年被列为福建省文物保护单位，1988年被列为第三批全国重点文物保护单位。
据明代何乔远在《闽书·卷七·方域志·灵山》所载，唐武德年间，穆罕默德的两位弟子（后世尊称为三贤、四贤）到泉州传教，死后葬于灵山。后世尊称三贤、四贤墓为圣墓。两墓紧邻，东西并列，坐北朝南，墓盖用花岗岩制造，高0.6米。两墓之上是1962年重建的一座石亭，四圆柱，歇山顶。幕后北、东、西三面建有石构回廊，长11米，进深1.04米。廊内有石碑多通，正中石碑立于元至治二年（1322年），阿拉伯文，记述三贤四贤事迹。右侧为明永乐十五年（1417年）郑和立行香纪事碑，刻有“钦差总兵太监郑和，前往西洋忽鲁谟斯等国公干，永乐十五年十六日于此行香，望灵圣庇祐。”此外还有多通清代的重修圣墓纪事碑。
有網友考證認為當地紀述的時代和人名都不合理，「穆罕默德的弟子」應是後世訛傳，該處葬的大概只是兩位特別受人尊敬的穆斯林。
圣墓东侧曾是泉州的穆斯林公墓，其中明代丁氏回族墓群（陈埭丁氏祖墓群）规模较大，已列为福建省文物保护单位。另外还有承天寺祖师塔墓。

## 相关图片
- 通往墓园的大门
- 远景
- 近景
- 石亭
- 三贤、四贤墓
- 三贤、四贤墓
- 元代阿拉伯文碑
- 左为清嘉庆重修圣墓碑，右为郑和行香碑

## 接驳交通
公交站
- 圣墓站（东湖街）：19路、23路、25路、31路、32路、44路、203路、604路、K502路、K701路、K902路、旅游1路

公共自行车
- YouBike 灵山路口站
- YouBike 凤山社区站